# Bergianska trädgårdens jätteknölkallor

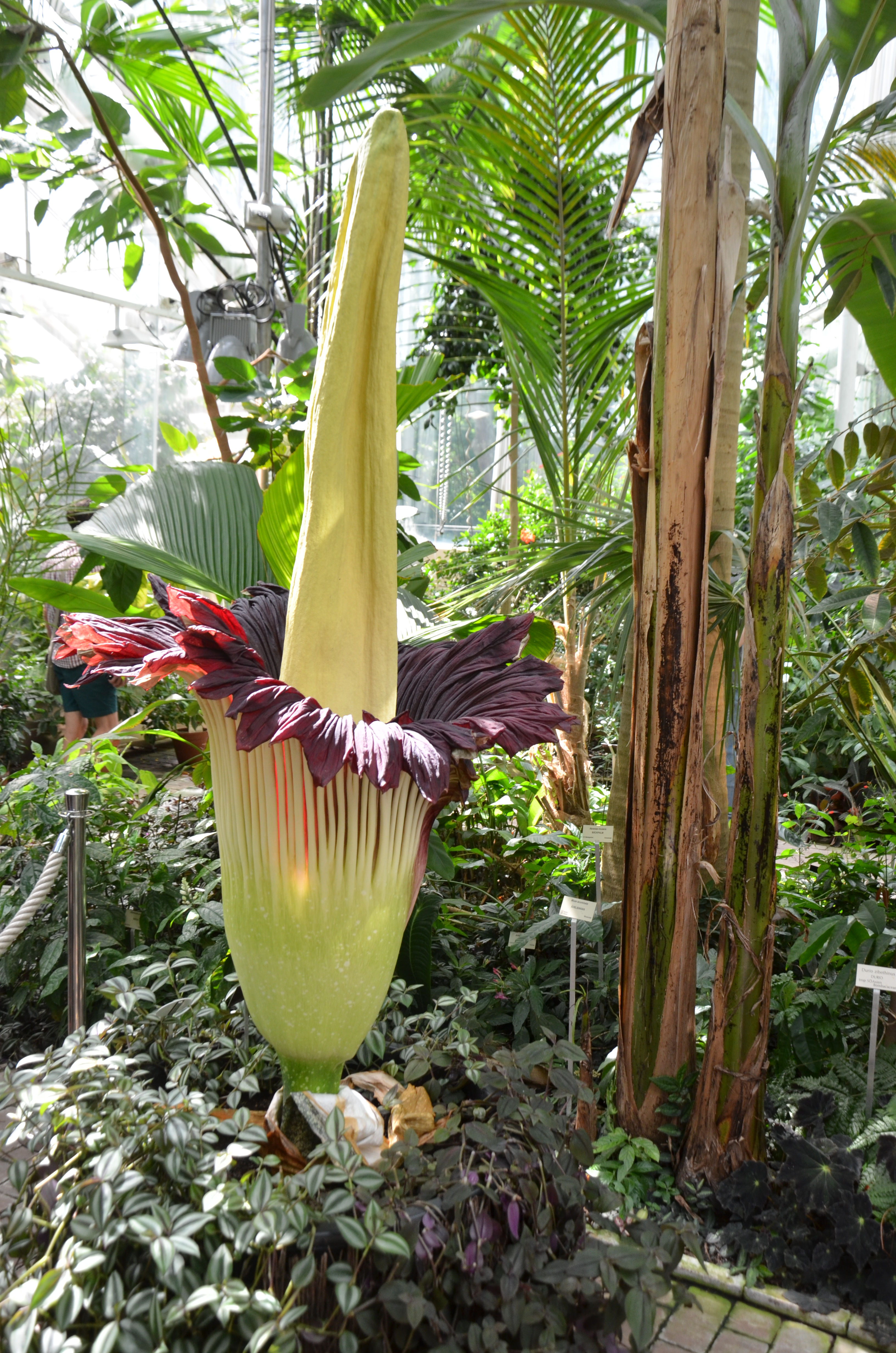
Jätteknölkallan Crius i blomning 2013

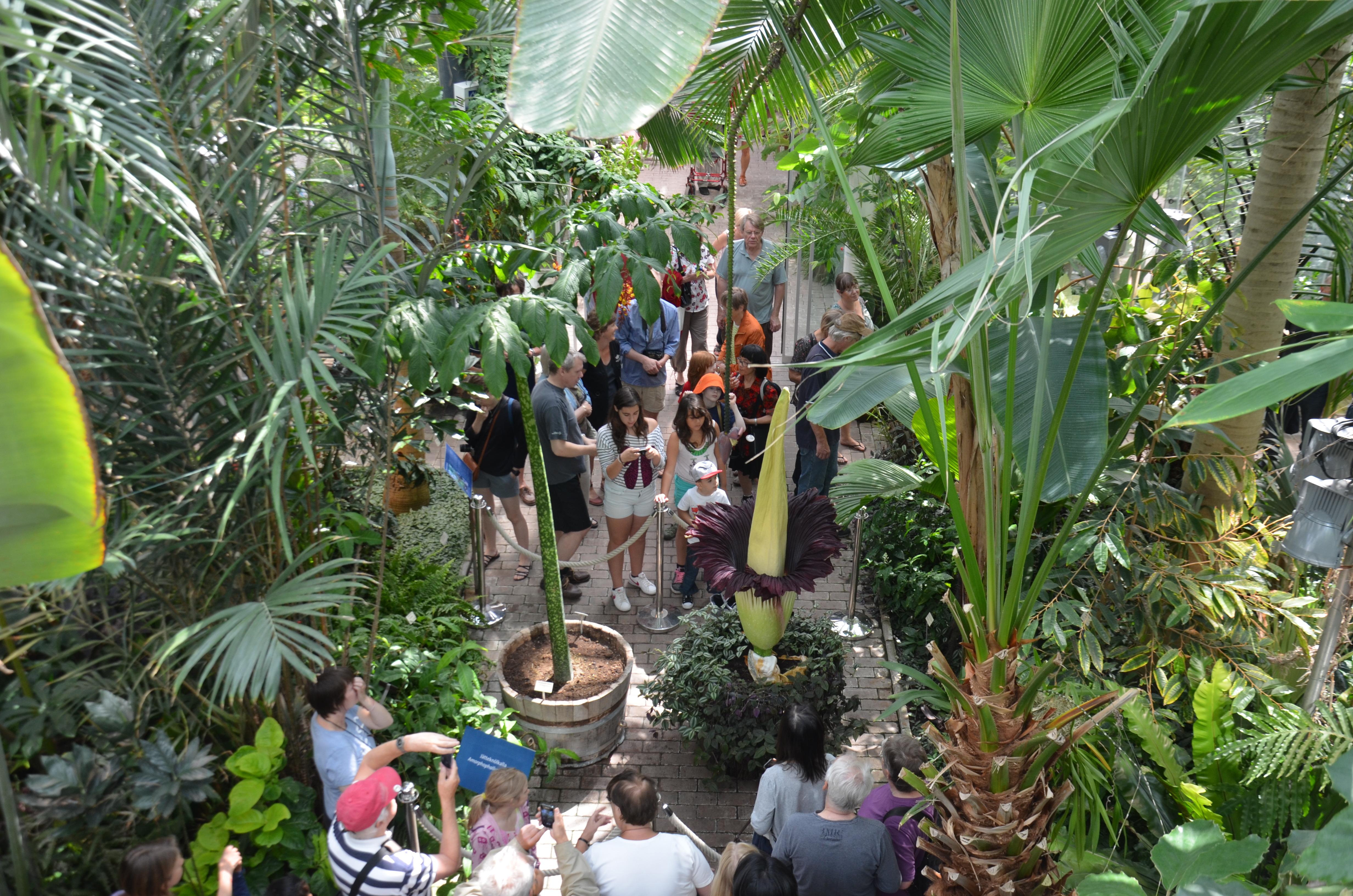
Besökare vid Crius blomning 2013, Cronus blad till vänster

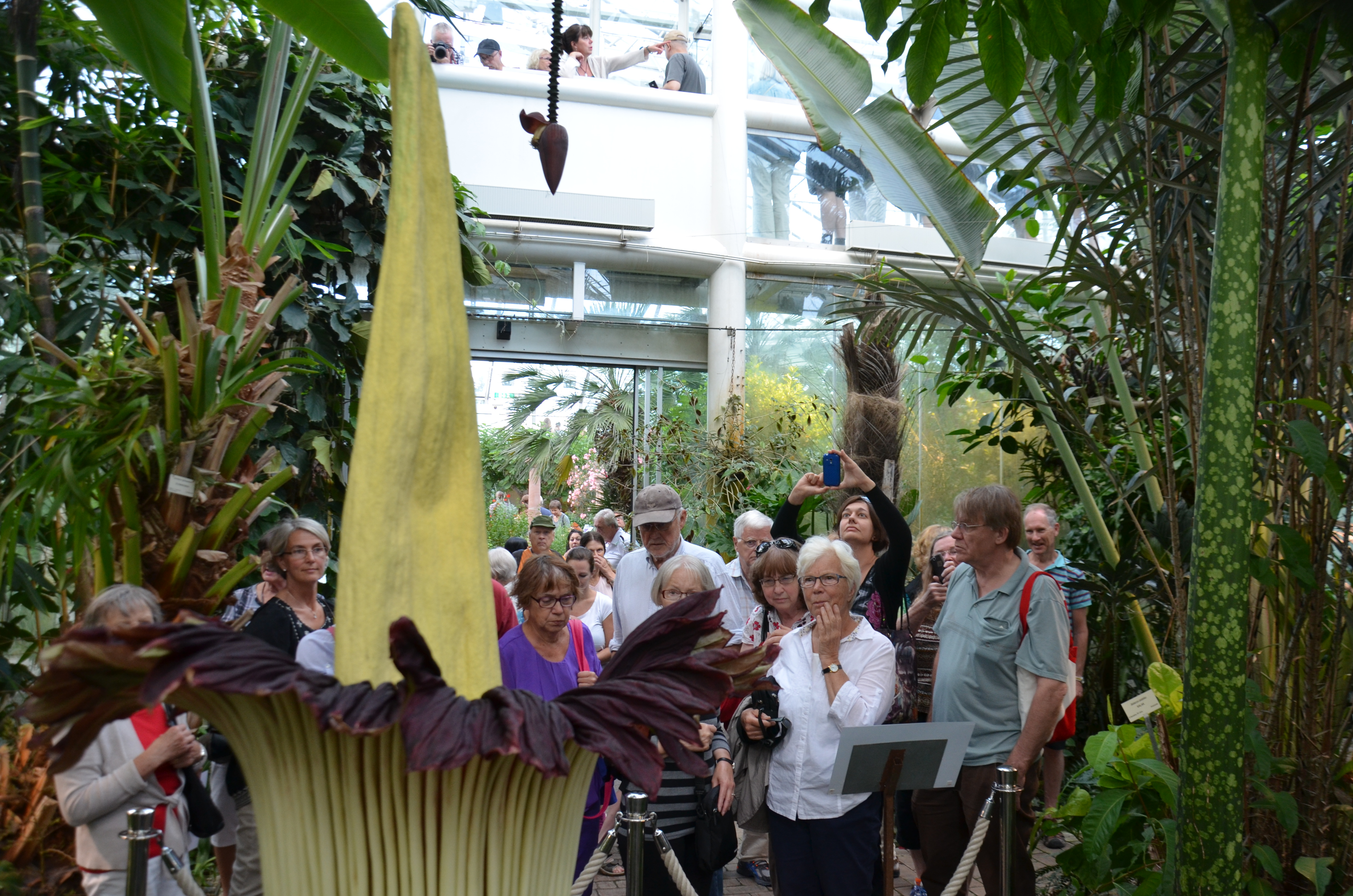
Samling vid Crius 2013

Bergianska trädgårdens jätteknölkallor är fyra exemplar av den sällan blommande arten Amorphophallus titanum, med ursprung i Sumatra.
Jätteknölkallan växer vilt på västra Sumatra, där den finns i ett område som är litet större än Småland i öppningar i regnskogar på kalkrika kullar.. Blomning sker mycket sällan i naturen, och än mer sällan vid odling, eftersom det tar runt 15 år från sådd till första blomningen. Den blommade för första gången utanför sitt naturliga indonesiska utbredningsområde i London 1889.
Arten upptäcktes 1878 av den italienske botanisten Odoardo Beccari, som gav den dess artnamn på latin, vilket betyder jättelik oformlig fallos. Han sände frön till sin vän markisen av Corsi Salviati i Italien. Denne sände i sin tur några småplantor till Kew Gardens i London. En av dessa exemplar blommade 1889, och detta var första gången en jätteknölkalla blommade i odling och utanför sitt naturliga utbredningsområde i Sumatra. När en jätteknölkalla blommar blir den varm och utsöndrar en stark luft av ruttnande djur, vilken drar till sig asätande nattaktiva skalbaggar, som luras in i blomman, där de stängs in under två dagar. Första dagen fångas de in i en fälla i blomställningens botten i ett tunnelliknande utrymme med nedåtriktade hårstrån. De tvingas tillbringa natten där och pollinerar då honblommorna och lägger sina ägg. Den andra dagen öppnar hanblomman upp och de pollenbärande skalbaggarna kan då krypa ut och kan uppsöka andra blommande jätteknölkallor.
Jätteknölkallan är svår och tidskrävande att odla, vilket gör den eftertraktad bland avancerade odlare. Bergianska trädgården i Stockholm har fyra jätteknölkallor, namngivna efter titanerna: Cronus, Crius, Rhea och Theia. Det är kutym bland de botaniska trädgårdarna att ge sina jätteknölkallor individuella namn. Även Göteborgs botaniska trädgård har jätteknölkallor.
Arten har blommat fyra gånger i Sverige. Första gången var 18 maj 1935 klockan 13 i Bergianska trädgården i Stockholm. En knöl på 29 kilogram, som Bergianska fått 1932 från Sumatra, blommade då med en 155 centimeter hög blomställning.
Andra gången var 14 juli 2005 i Göteborgs botaniska trädgård.
Tredje gången var 18 maj 2011, i Bergianska trädgården. Under fem dagar kom då 7 000 besökare för att se den 142 centimeter höga blomställningen på den då sextonåriga jätteknölkallan med namnet Cronus. Denna blommade då under tre dygn. Frön till växten hade samlats in på Sumatra 1993 till flera botaniska trädgårdar, bland andra Bergianska trädgården, av den amerikanske amatörbotanisten James R. Symon, som varit rädd för att jätteknölkallan kunde utrotas.
Fjärde gången var under natten till den 10 juli 2013, då Cronus artonåriga svenska syskon från samma fröinsamling med namnet Crius blommade med en 194 centimeter hög blomställning. Året innan var växtens blad fyra meter högt. Dess knöl vägde 50 kilogram vid dess omplantering i april 2013.